# Thomas Quarry
Koordinaten: 33° 34′ 0″ N, 7° 42′ 0″ W
Thomas Quarry I (Thomas-Steinbruch I) ist die Bezeichnung für eine archäologische und paläoanthropologische Fundstätte südwestlich von Casablanca in Marokko. Der Steinbruch wurde 1969 in Fachkreisen international bekannt, nachdem dort das Fossil eines homininen Unterkiefers entdeckt worden war. Dieser Fund wurde zunächst – wie der Unterkiefer von Ternifine aus Algerien – der Gattung Atlanthropus zugeschrieben, heute wird er als nordafrikanische Variante von Homo erectus interpretiert. In jüngerer Zeit wurden zwischen 1994 und 2011 Steinwerkzeuge und weitere hominine Fossilien geborgen, darunter 2008 ein vollständiger Unterkiefer von Homo erectus – Fossilien und Artefakte, die als älteste Belege für die Anwesenheit von Individuen der Gattung Homo auf dem Gebiet des heutigen Marokkos gelten.

## Namensherkunft
Die Bezeichnung Thomas Quarry geht zurück auf den Namen der Familie Thomas, die das Gelände des Steinbruchs gepachtet hatte, nachdem ab 1907 große Mengen Sandstein für den Bau der Anlagen des Hafens von Casablanca beschafft werden mussten. Das Gelände war ursprünglich gegliedert in die Steinbrüche I, II und III, wobei letzterer auch als Oulad Hamida 1 bezeichnet wurde.

## Funde
Das erste hominine Fossil, ein zur Hälfte erhaltener Unterkiefer mit fünf Backenzähnen, war 1969 bei Steinbrucharbeiten von einem Schüler entdeckt worden. Eine genaue Zuordnung zu einer bestimmten, datierbaren Fundschicht erwies sich als unmöglich. 1975 wurden zwar weitere Funde bekannt gegeben (aus Steinbruch III), jedoch erst nachdem ab Ende der 1980er-Jahre neue Ausgrabungen veranlasst worden waren, wurden die Sedimente im Bereich des Steinbruchs systematisch datiert. Im Verlauf dieser Arbeiten wurden u. a. vier Zähne entdeckt, die von Individuen der Gattung Homo stammen und aus einer rund 500.000 Jahre alten Fundschicht hervor traten. Der 2008 entdeckte hominine Unterkiefer stammt aus einer noch etwas tieferen Schicht und gilt daher als noch etwas älter. In noch tieferen Schichten wurden zudem zahlreiche Steinwerkzeuge freigelegt, deren Alter im Jahr 2021 auf 1,3 Millionen Jahre datiert wurde.
Ein weiterer besonderer Fund wurde 2016 berichtet. In die rund 500.000 Jahre alten Fundschicht war ein Oberschenkelknochen eingebettet, dessen Schaft zahlreiche Bissspuren eines Raubtiers – wahrscheinlich von einer Hyäne – aufweist. Der Fund gilt als Beleg dafür, dass die frühen Menschen zum Nahrungsspektrum von Raubtieren gehörten; nicht nachvollziehbar ist, ob der Besitzer des Knochens erbeutet oder erst nach seinem Tod angefressen wurde.

## Belege
1. ↑  Émile Ennouchi: Découverte d'un Pithécanthropien au Maroc. In: Comptes rendus hebdomadaires des séances de l'Académie des sciences. Série D. Band 269, 1969, 763–765. Volltext.
2. ↑  Abderrahim Mohib et al.: Forty Years of Research at Casablanca (Morocco): New Insights in the Early/Middle Pleistocene Archaeology and Geology. In: Hespéris-Tamuda. Band 3, 2019, S. 25–56, Volltext.
3. ↑  Eintrag Thomas Quarry in: Bernard Wood (Hrsg.): Wiley-Blackwell Encyclopedia of Human Evolution. 2 Bände. Wiley-Blackwell, Chichester u. a. 2011, ISBN 978-1-4051-5510-6.
4. ↑   Émile Ennouchi: New discovery of an Archanthropian in Morocco. In: Journal of Human Evolution. Band 4, Nr. 6, 1975, S. 441–443, doi:10.1016/0047-2484(75)90141-4.
5. ↑   Jean-Paul Raynal et al.: Hominid Cave at Thomas Quarry I (Casablanca, Morocco): Recent findings and their context. In: Quaternary International. Band 223, Nr. 1, 2010, S. 369–382, doi:10.1016/j.quaint.2010.03.01.
6. ↑   Jean-Paul Raynal et al.: Contexts and age of the new dental human fossils from Middle Pleistocene deposits at Thomas Quarry I (Casablanca, Morocco). In: Bulletin de la Société préhistorique française. Band 108, Nr. 4, 2011, S. 645–669.
7. ↑  New mandible from Thomas Quarry, Morocco. Auf: johnhawks.net vom 1. Juli 2008.
8. ↑  Rosalia Gallotti et al.: First high resolution chronostratigraphy for the early North African Acheulean at Casablanca (Morocco). In: Scientific Reports. Band 11, Artikel Nr. 15340, 2021, doi:10.1038/s41598-021-94695-3.
 Morocco team hails stone age tool site dating back 1.3m years. Auf: theguardian.com vom 28. Juli 2021.
9. ↑   Rosalia Gallotti et al.: Dedicated core-on-anvil production of bladelet-like flakes in the Acheulean at Thomas Quarry I - L1 (Casablanca, Morocco). In: Scientific Reports. Band 10, Artikel Nr. 9225, 2020, doi:10.1038/s41598-020-65903-3.
10. ↑   Camille Daujeard et al.: Pleistocene Hominins as a Resource for Carnivores: A c. 500,000-Year-Old Human Femur Bearing Tooth-Marks in North Africa (Thomas Quarry I, Morocco). In: PLoS ONE. Band 11, Nr. 4, 2016, e0152284. doi:10.1371/journal.pone.0152284.
 Frühmenschen bei Raubtieren auf dem Speiseplan. Auf: archaeologie-online.de vom 29. April 2016.